# Dimants Krišjānis
Dimants Krišjānis, oroszul: Димантс Ютвальдович Кришьянис (Riga, 1960. szeptember 15. –) olimpiai ezüstérmes szovjet-lett evezős.

## Pályafutása
Az 1980-as moszkvai olimpián ezüstérmet szerzett kormányos négyesben testvérével Dzintars Krišjānis-szal, Artūrs Garonskis-szal, Žoržs Tikmers-szel és Juris Bērziņšsal.

## Sikerei, díjai
- Olimpiai játékok – kormányos négyes
  - ezüstérmes: 1980, Moszkva